# 7137 Ageo
7137 Ageo eller 1994 AQ1 är en asteroid i huvudbältet som upptäcktes den 4 januari 1994 av den japanska astronomen Satoru Otomo i Kiyosato. Den är uppkallad efter den japanska staden Ageo.
Asteroiden har en diameter på ungefär 7 kilometer och den tillhör asteroidgruppen Agnia.